# 즐거운 여행
즐거운 여행(Bon Voyage)은 프랑스에서 제작된 장-폴 라프노 감독의 2003년 코미디, 드라마, 미스터리, 멜로/로맨스, 스릴러, 전쟁 영화이다. 이자벨 아자니 등이 주연으로 출연하였고 로랑 페틴 등이 제작에 참여하였다.

## 출연

### 주연
- 이자벨 아자니
- 제라르 드빠르디유

### 조연
- 비에르지니 르도엔
- 이반 아탈
- 그레고리 드랑기어
- 피터 코요테
- 장-마르크 스텔
- 오로르 클레망
- 자비에 드 길본
- 에디트 스코브
- 미셸 빌레모
- 니콜라스 피그넌
- 니콜라스 바데
- 피에르 디오트
- 피에르 라로체
- 모르가네 모레
- 올리비에르 클라베리에
- 자크 파테르
- 장-폴 브리사르트
- 빈센트 네메스
- 마리 아멜 드가이
- 마리-크리스틴 오리
- 패트릭 메디오니
- 로익 피숑
- 피에르 루이스-칼릭스트

## 제작진
- 각색: 제롬 토네르
- 각색: 장 폴 라프노
- 각색: 질스 마챈드
- 각색: 줄리앙 라페노
- 미술: 자크 루셀
- 의상: 캐서린 레터리어
- 배역: 프레데릭 므와동